# Carmelo Magli
Carmelo Magli (Francavilla Fontana, 4 marzo 1970 – Taranto, 18 novembre 1994) è stato un poliziotto italiano, vittima della mafia e Medaglia d'oro al Valore Civile.

## Biografia
Agente di polizia penitenziaria, venne ucciso in un attentato mafioso a Taranto nella notte il 18 novembre 1994.
La notte dell'attentato in cui perse la vita, mentre rientrava a casa dopo una giornata di lavoro al penitenziario catanese, a pochi chilometri da casa, fu affiancato da una moto di grossa cilindrata con dei sicari e trucidato da colpi d'arma da fuoco. Il veicolo finisce fuori strada e viene ritrovato il giorno seguente.
Il movente dell'omicidio fu quello di lanciare un messaggio a tutto il corpo di polizia penitenziaria in vista del processo Ellesponto alla criminalità organizzata pugliese.
I responsabili dell’omicidio sono stati condannati dalla Corte d’Assise di Lecce che ha comminato tre ergastoli.

## Intitolazioni
Gli sono stati intitolati la casa circondariale di Taranto, nella sua città, Francavilla Fontana,  gli è stata intitolata la via.

## Onorificenze
Mentre faceva ritorno alla propria abitazione con la propria autovettura, al termine di un turno di servizio, rimaneva vittima di un agguato perpetrato da un commando appartenente a un’associazione a delinquere di stampo mafioso, perdendo tragicamente la vita.